# Secrétariat de la Communauté de développement d'Afrique australe
Le Secrétariat de la Communauté de développement d'Afrique australe, appelé simplement « Secrétariat de la CDAA », est l'une des institutions de la Communauté de développement d'Afrique australe créée par l'article 13 de son traité fondateur. Le Secrétariat est le dépositaire du traité.

## Compétences
L'article 14(1) dispose que le Secrétariat est compétent pour :
- la planification stratégique et la gestion des programmes ;
- la mise en œuvre des décisions du Sommet, de l'Organe de coopération en matière de politique, défense et sécurité, du Conseil des ministres (CoM), des Comités ministériels sectoriels et de groupes et de la Troïka de chacune de ces institutions.
- l'organiation et la gestion des réunions de la CDAA ;
- s'occuper de la gestion financière et générale ;
- représenter et promouvoir la CDAA ;
- la préparation des règles administratives, des ordres permanents, des règles de gestion des affaires de la CDAA et leur soumission au CoM pour approbation.

Le Secrétariat est notamment compétent dans l'élaboration des nouveaux protocoles, dont il élabore les ébauches initiales en consultant des experts et des spécialistes de la doctrine. Ces ébauches sont ensuite soumises à la négociation des officiels et ministres avant d'être approuvé par le Sommet. Ainsi, le Secrétariat avait notamment élaboré la première ébauche des termes permettant la création de l'Organe de coopération en matière de politique, défense et sécurité (OPDS). Cette première ébauche aurait donné des pouvoirs étendus à l'OPDS, qui aurait été compétent pour contrôler le respect de la démocratie, de l'état de droit et des droits de l'homme dans les États membres. Les ministres ont réduit une première fois cette proposition, afin de protéger la souveraineté des États, mais en laissant la possibilité d'un contrôle a posteriori après ratification d'accords internationaux relatifs aux droits de l'homme.
Bien que l'élaboration du budget soit listée parmi les compétences du Secrétaire exécutif de la CDAA, et non parmi celles du Secrétariat, ce dernier est impliqué dans la pratique.

## Direction
Le Secrétaire exécutif de la CDAA est à la tête du Secrétariat.

## Sources